# Una pistola in vendita
Una pistola in vendita (A Gun for Sale) è un romanzo del 1936 di Graham Greene.
Il romanzo è stato adattato più volte per il cinema e la televisione, fra gli altri da Frank Tuttle (Il fuorilegge, 1942) e Vittorio Cottafavi (Una pistola in vendita, serie TV, 1970).

## Trama
“Oh-disse Anne con un sospiro di felicità senza ombra- siamo a casa” .
Era quello che Raven ha provato nel container umido, freddo e buio una notte, con Anne dove lui si è sentito a casa come mai era accaduto prima. Di lei poteva fidarsi, era dalla sua parte e non lo giudicava. Non sentiva freddo, aveva il cuore caldo, riscaldato.
Un padre impiccato, una madre suicida, l’uccisione di Kite per proteggere il gruppo come ti fanno stare a casa? E quale casa?
Non poter guarire un labbro leporino, sigillo di una maledizione perenne, come ti fa sentire nel mondo?
La notte di accerchiamento di Scotland Yard, di Mather, moroso di Anne, di Saunders il balbuziente (perché la vita la prendi e ti prende a morsi, ti fermi e riparti, ogni istante è così):
una notte piena di luce, di calore.
È il fine di tutti essere ripreso al punto che ti fa sacrificare (per Anne).
È la fine per chi tradisce perché l’inganno è terribile, ti incattivisce (Davis, sir Marcus).
Non sopporti l'inconcludente accader delle cose perché nulla compie ciò che vorresti che sia (200£ vere, non false).
La rabbia monta perché il destino (padre, madre, labbro leporino) è così, imponderabile e irrimediabile;
i rapporti invece si costruiscono e c’è tutta la libertà dentro che cambia lo scopo, il risultato .
E il tradimento non è contemplato.

## Edizioni italiane
- Una pistola in vendita, traduzione di Piero Jahier, Milano, Mondadori, 1956.
- Una pistola in vendita, traduzione di Adriana Bottini, in Romanzi 1936-1955, Milano, Mondadori, 2000.
- Una pistola in vendita, traduzione di Adriana Bottini, Palermo, Sellerio, 2020.